# Zatch Bell!
Konjiki no Gash!! (金色のガッシュ!! Konjiki no Gash!!?) es una serie manga creada por Makoto Raiku, más tarde producida como anime —con el nombre de Konjiki no Gash Bell!! (金色のガッシュベル!! Konjiki no Gasshu Beru!!?, literalmente traducido «¡¡Gash Bell Dorado!!»)—, que trata de las aventuras de un niño demonio llamado Zatch Bell. El manga fue publicado por la revista semanal Shogakukan’s Shōnen Sunday, entre enero de 2001 y diciembre del 2007 con un total de 33 volúmenes, y ganó el prestigioso Premio Shōgakukan, en la categoría Shōnen el año 2003.

## Argumento
Cada mil años, cien niños mamodos se dirigen al mundo humano en donde entablan una batalla para escoger al rey de su mundo. El inconveniente es que necesitan de un compañero humano para poder usar sus conjuros mágicos, los cuales están plasmados en un libro especial que los mamodos le proporcionan a su pareja humano. Los libros mamodos contienen conjuros que solo el compañero humano del mamodo puede leer y que deben ser usados para la batalla entre mamodos. Conforme avanzan los combates, el mamodo gana nuevos conjuros a través de la experiencia en batalla, pero si el libro de conjuros es quemado o destruido, el mamodo regresa a su mundo y pierde toda posibilidad de ser el rey mamodo.
La historia sigue a Kiyomaro Takamine, un chico de 14 años que asiste a una escuela pública. Su padre, Seitaro Takamine, descubre un mamodo inconsciente, llamado Zatch Bell, en un bosque en Inglaterra y lo envía a la casa de Kiyo para que lo cuide. Zatch Bell ha perdido su memoria y recuerdos de su pasado, pero con la ayuda de Kiyo, él inicia su participación en la batalla por el reinado.

## Personajes principales
- Zatch Bell, conocido en la versión original como Gash Bell (ガッシュ・ベル Gasshu Beru?): es el protagonista de la historia y sus conjuros están basados en ataques eléctricos. Fue encontrado en Inglaterra por el padre de Kiyo. Al parecer, Zatch perdió su memoria y recuerdos del pasado por su hermano Zeon. Es un poco ingenuo, pero tiene un buen corazón.

- Kiyo Takamine, conocido en la versión original como Kiyomaro Takamine (高嶺清麿 Takamine Kiyomaro?) de 14 años: es el compañero humano de Zatch. Al principio de la historia carece de amigos y detesta ir a la escuela, pero cuando su padre le envió a Zatch Bell en su día de cumpleaños, el joven comenzaría a cambiar su forma de ser y de vivir como consecuencia de lo anterior. Su inteligencia es la clave principal para poder ganar las batallas entre mamodos.

- Suzy Mizuno, conocida en la versión original como Suzume Mizuno (水野鈴芽 Mizuno Suzume?): es amiga de Kiyo, pero está secretamente enamorada de él. Le gustan mucho las frutas, en especial las naranjas, hasta llegar al punto de dibujar la cara de Kiyo en ellas. Ella suele ponerse celosa cuando escucha o ve que Kiyo sale con una chica, como Megumi Oumi.

- Volcán 300, conocido en la versión original como Vulcan 300 (バルカン300?): es el mejor amigo de Zatch. Según Kiyo, su cuerpo está hecho de cartón y sus extremidades superiores e inferiores están hechos de palitos de helados. Kiyo construyó este juguete con la intención de que Zatch dejara de molestarlo.

- Sherry Belmont シェリー・ベルモンド (Sherī Berumondo?): una muchacha con un pasado muy triste. Sherry se embarca en una búsqueda para encontrar la manera de derrotar a un mamodo llamado Zofis, quien le ha lavado el cerebro a su mejor amiga. Debido a su carácter fuerte, ella no es una persona particularmente amistosa.

- Brago ブラゴ (Burago?): es un poderoso mamodo y sus conjuros están basados en ataques gravitatorios. No le gusta mucho la idea de tener un compañero y mucho menos una muchacha débil, como considera a Sherry, expresando a menudo su desdén por tener que asociarse con una persona para ganar la batalla por el reinado de su planeta, pero conforme avanza la historia se da cuenta de que los humanos pueden ser fuertes. Es uno de los pocos mamodo que puede luchar sin necesitar los conjuros para ello y suele ser muy frío, poco piadoso, severo y violento. Su objetivo es convertirse en un rey poderoso y noble, aunque esto último no lo admite.

- Parco Folgore パルコ・フォルゴレ (Paruko Forugore?): es un cantante de rock y actor de cine, originario de Italia, siendo el protagonista en todas sus películas y es muy popular, incluso llegando a tener una fanaticada impresionante en Japón. Según Folgore, se considera «invencible». Tiene varios éxitos musicales como "CHICHI, CHICHI OPPAI, BOING BOING" en japonés (censurado al inglés como "LET'S DANCE ALL DAY", y al español como "HEY HEY VEN A BAILAR, BOING BOING").

- Kanchomé, conocido en la versión original como Kyanchome (キャンチョメ?): un mamodo con aspecto de pato, algo tonto y que parece un bebé grande. Es adicto a los dulces, en especial al chocolate. Es más torpe que Zatch y más fácil de engañar, pero posee una buena personalidad. Cuando él o Folgore están en problemas, Kanchomé empieza a cantar «fuerte es Folgore, invencible es Folgore...». Sus conjuros están basados en ilusiones y engaños.

- Megumi Oumi (大海 恵 Ōumi Megumi?): es una estrella del pop y trabaja en equipo con Zatch y Kiyo. Su profesión como cantante hace que Megumi se presente en muchos conciertos y varias giras, por lo cual su mamodo, Tia, siempre está molesta, ya que casi no hay días de vacaciones.

- Tia, conocida en la versión original como Tio (ティオ?): un mamodo femenino, es la mejor amiga de Megumi. Al principio, ella no cree que haya amistad entre mamodos. Sus conjuros están basados en escudos de defensa, los cuales ayudan a dar un equilibrio perfecto en ofensiva y defensiva cuando hacen equipo con Zatch y Kiyo.

- Ponygon, conocido en la versión original como Umagon (ウマゴン?): su nombre real es Schneider. Es un mamodo con forma de poni pequeño y se puede parar en 2 patas. Una de las cosas que más le molesta es que ninguno de sus amigos u otras personas pueden entender lo que dice.

- Zeon Bell: es el hermano gemelo malvado de Zatch. Al principio de la historia se desconocía su procedencia y conexión con la historia pero con el tiempo se descubre que odia a Zatch por, según él, robarle el hechizo «Bao», el cual es el conjuro más poderoso.

## Contenido de la obra

### Manga
El manga fue escrito y dibujado por Makoto Raiku para la revista semanal Shōnen Sunday, y fue publicado entre enero del 2001 hasta el 26 de diciembre del 2007, con un total de 323 capítulos compilados en 33 volúmenes. En Estados Unidos y Canadá, el manga es publicado por VIZ Media Asimismo, dentro de la página web de la publicación mencionada, se puede observar la publicación del manga en línea. En España, es publicado por Norma Editorial y en Singapur por Chuang Yi, quienes publican en idioma chino e inglés.

### Anime
El manga fue adaptado al anime por Toei Animation y se presentó en Fuji Television. desde el 6 de abril del 2003 hasta el 26 de marzo del 2006, con un total de 150 episodios y 2 películas. El anime sigue el argumento del manga con solo algunas modificaciones menores; sin embargo, la historia no concluye en el anime, en tanto el manga continuaba publicándose, debido a que el autor sufrió una lesión en su mano la cual le impidió continuar con la obra durante varios meses, por lo que los últimos episodios del anime sobre la incursión en Faudo y cómo se muestra el personaje Zeon son bastante diferentes con respecto a la histora del manga.
En el 2004 en Estados Unidos, se confirmó la adquisición de la serie por parte de Cartoon Network. Posteriormente, fue estrenada el 5 de marzo de 2005 en el bloque de Toonami. Mientras que en la región hispanoamericana, la serie fue estrenada el 1 de agosto del 2006 en el canal Cartoon Network, aunque solo se transmitieron los primeros 52 episodios. En España la serie fue emitida en Jetix y en La 2.
En un ranking publicado por TV Asahi sobre los cien mejores anime del año 2005 en Japón, Zatch Bell! alcanzaría el puesto 64,
mientras que en el 2006 la serie alcanzaría el puesto 58 en el mismo ranking.
En el 2007 fue nominado en Estados Unidos para los American Anime Awards y ganó un premio en la categoría «Mejor actor en serie de anime de comedia».

### Películas & OVAs

#### Zatch Bell: El mamodo 101
El mamodo 101 (劇場版 金色のガッシュベル！！ １０１番目の魔物 Konjiki no Gash Bell: 101 Banme no Mamono?) fue dirigida por Atsuji Shimizu y estrenada en Japón el 8 de julio de 2004.
En esta película, Zatch y sus amigos van de excursión al Monte Fuji. En el lugar, Zatch conoce a una niña llamada Kotoha, quien poseía un libro mágico en el que las profecías se hacen realidad. Cuando Zatch observa el libro, aparece un mensaje que decía: «La madre de Zatch está esperando en la cueva del bosque». Al dirigirse a dicha cueva, un chico llamado Wizzman les pide ayuda para salir de ella. Zatch y Kiyo deciden ayudarlo, pero al entrar son transportados al mundo mamodo, mientras Wizzman se dedica a destruir los libros de conjuros que quedan en la Tierra

#### Zatch Bell: El ataque de los Mega-Vulcan
El ataque de los Mega-Vulcan  (金色のガッシュベル「メカバルカンの来襲」 Konjiki no Gashbell!! Mecabarukan no raishuu?, Konjiki no Gash Bell!!: Attack of the Mechavulcan) fue dirigida por Takuya Igarashi y su estreno fue el 8 de agosto de 2005.
En esta película, Zatch le pide a Kiyomaro que construya un nuevo Volcán 300 para él; sin embargo, mientras el joven intentaba llegar al autobús de la escuela, es secuestrado por un gigante Volcán 300, el cual había sido construido por el Dr. M2 con el fin de hacer de Kiyomaro su socio. Esto hace que Zatch y sus amigos intenten salvar a Kiyomaro de los planes del Dr. M2.

#### Otras OVAs
Existen 2 OVAs más:
1. OVA - Folgore Agente Secreto.
2. OVA - Corre Zatch nos han robado a Umagon.

### Banda sonora
La banda sonora del anime Zatch Bell! se compone de una serie de openings y endings que van apareciendo sucesivamente en los capítulos, así como de recopilaciones de los temas que sirven de fondo a la historia creados por Kō Ōtani para la versión original de la serie, mientras que para la versión occidental, las piezas musicales son compuestas por Thorsten Laewe y Greg Prestopino.

#### Openings y endings

##### Japón (Konjiki no Gash Bell!!)
Openings
- カサブタ / Kasabuta / "Scab" por Hidenori Chiwata (Episodioss: 1al 50).
- 君にこの声が届きますように / Kimi ni Kono Koe ga Todokimasu yō ni / "So My Voice Is Able To Reach You" (Como si esta voz llegará hacia ti) por Takayoshi Tanimoto (Episodios: 51 al 100).
- 見えない翼 / Mienai Tsubasa / "Invisible Wings" (Alas invisibles) por Takeyoshi Tanimoto (Episodios: 101 al 150).

Endings
- "PERSONAL" por Aya Ueto (Episodios: 1-30).
- "STARS ~you don't have to worry about tomorrow~" (ESTRELLAS~No tienes que preocuparte del mañana~) por KING (episodios: 31 - 58).
- つよがり / Tsuyogari / "A Bluff" por Eri Kitamura (episodios: 59-75).
- イデア / "Idea" por Tsukiko Amano (Episodios 76 al 100).
- 今日より明日は / Kyou yori Ashita wa / "Tomorrow more so than Today" por Echiura (episodios: 101 al 125).
- ★遊FEVER 2005★ / "★Aso FEVER 2005★" por Tomoe Shinohara (episodios: 126-149).
- カサブタ / Kasabuta / "Scab" por Hidenori Chiwata (episodio: 150).

##### EE. UU. (Zatch Bell!)
Openings
- (Episodio 1-52) "Zatch Bell! Theme" por Thorsten Laewe y Greg Prestopino.
- (53 en adelante) "Follow the Light" por Thorsten Laewe y Greg Prestopino.

Endings
- (Episodios 1-52, 71-74) "Zatch Bell! Theme (Instrumental)" por Thorsten Laewe.
- (Episodios 53-70, 75 en adelante) "Follow the Light (Instrumental)" por Thorsten Laewe.

### Videojuegos
Existe un total de 10 videojuegos basados en la serie de anime, los cuales han sido publicados por la compañía Bandai para las consolas Game Boy Advance, PlayStation 2 y Gamecube. Zatch Bell!: Electric Arena fue el primer videojuego basado en la serie. Salió a la venta el 12 de diciembre de 2003 en Japón y en Estados Unidos el 22 de noviembre de 2005 para la consola portátil Game Boy Advance. En el mismo año se lanzó únicamente en Japón el juego Konjiki no Gash Bell!!: Yuujou Tag Battle (金色のガッシュベル!! - 友情タッグバトル Konjiki no Gash Bell!!: Friendship Tag Battle?)
El último videojuego basado en la serie fue Konjiki no Gash Bell!! Go! Go! Mamodo Fight!!  (金色のガッシュベル!! - ゴー！ゴー！魔物ファイト！！ Konjiki no Gash Bell!!: Go! Go! Demon Fight?), que salió a la venta el 15 de diciembre de 2005 únicamente en Japón.

## Distribución y producción
La adaptación inglesa de la serie, distribución de vídeo y manga es manejada y producida por VIZ Media. La serie, al ser adaptada al idioma inglés, sufrió modificaciones que afectaron en ciertos aspectos tales como la eliminación de escenas por censura, el cambio de nombre de la serie y de los personajes, y modificaciones en la banda sonora, entre otras cosas.